# Geising
Geising é uma cidade localizada no distrito de Sächsische Schweiz-Osterzgebirge, ou "Suíça Saxona Osterzgebirge", um estado livre da Saxônia, na Alemanha. O estado foi criado em 1 de agosto de 2008. Geising situa-se nos Montes Metalíferos, perto da fronteira com a República Checa, 13 km ao norte de Teplice, e 32 km ao sul de Dresden.